# Fisciano
Fisciano är en ort och kommun i provinsen Salerno i regionen Kampanien i Italien. Kommunen hade 13 967 invånare (2017).